# Motovelodromo Appio
Il Motovelodromo Appio, noto anche come Cessati Spiriti, era un impianto sportivo costruito nel 1910 a Roma nel popolare quartiere Tuscolano; era caratterizzato dal fatto che possedesse una pista sopraelevata di 400 metri adatta ad ospitare gare di ciclismo, motociclismo e motocalcio. Attivo fino alla fine degli anni cinquanta, fu rimpiazzato dal velodromo Olimpico in occasione dei Giochi olimpici del 1960.

## Storia

Roma e Ambrosiana prima di una sfida al Motovelodromo

L'impianto sportivo fu costruito presso largo dei Colli Albani nel 1910. Dal 1912 l'impianto ospitò l'Audace Roma e, dopo qualche anno, i biancorossi tornarono nel 1923, quando il Comune aveva revocato la concessione alla Rondinella-Parioli. Nel 1926 furono effettuati dei lavori di rifacimento dell'impianto che venne dotato di una rete metallica che separava il pubblico (la capienza era stimata attorno ai 10 000 posti), dagli atleti. Sotto la Tribuna Centrale erano presenti ampi locali messi a disposizione per spogliatoi, docce e vari uffici.
Dopo la nascita dell'Associazione Sportiva Roma nel 1927, lo stadio verrà utilizzato dai giallorossi nella stagione 1927-28 e ospitò quindi le prime partite casalinghe della Lupa, tra le quali quella di esordio contro gli ungheresi dell'Ujpest e la prima in campionato contro il Livorno, datata 25 settembre 1927.
Seguirono anni d'oro per il Velodromo anche riguardo a eventi ciclistici e motociclistici e, negli anni cinquanta, ospitò le partite della Chinotto Neri (poi FEDIT, poi Tevere Roma) che conquistò la promozione al Campionato Nazionale di Calcio di Serie C. L'impianto fu rimpiazzato dal velodromo Olimpico nel quartiere Europa, costruito in occasione dei Giochi olimpici del 1960. Oggi l'unica traccia dell'impianto è una strada, via del Velodromo, che si trova lungo quello che fu il lato maggiore.
Il Motovelodromo era raggiungibile dalla stazione Termini nel secondo dopoguerra, usando la linea tranviaria della Stefer, che partiva da via Amendola e arrivava al capolinea di via dei Cessati Spiriti, a circa 400 metri dall'ingresso dell'impianto sportivo.